# حشره‌خوار جنگلی کوچک
 حشره‌خوار جنگلی کوچک (نام علمی: Sylvisorex oriundus) نام یک گونه از سرده حشره‌خوارهای جنگلی است.